# Perrona
Genre
Perrona est un genre de mollusques gastéropodes marins.

## Liste des espèces
Selon World Register of Marine Species (19 juillet 2013) :
- Perrona aculeiformis (Lamarck, 1816)
- Perrona jessica Melvill, 1923
- Perrona lineata (Lamarck, 1816)
- Perrona micro Rolán, Ryall & Horro, 2008
- Perrona obesa (Reeve, 1842)
- Perrona perron (Gmelin, 1791)
- Perrona spirata (Lamarck, 1816)
- Perrona subspirata (Martens, 1902)